# Centropogon onychioides
Centropogon onychioides là loài thực vật có hoa trong họ Hoa chuông. Loài này được E. Wimm. mô tả khoa học đầu tiên.